# Alchemilla coriacea
Alchemilla coriacea är en rosväxtart som beskrevs av Robert Buser. Alchemilla coriacea ingår i släktet daggkåpor, och familjen rosväxter.

## Underarter
Arten delas in i följande underarter:
- A. c. straminea
- A. c. demissa
- A. c. inconcinna
- A. c. straminea
- A. c. straminea
- A. c. typica